# 10157 Asagiri
10157 Asagiri è un asteroide della fascia principale. Scoperto nel 1994, presenta un'orbita caratterizzata da un semiasse maggiore pari a 2,3743124 UA e da un'eccentricità di 0,0591407, inclinata di 7,31177° rispetto all'eclittica.